# Jean-Charles Castelletto
Jean-Charles Castelletto (* 26. Januar 1995 in Clamart) ist ein französisch-kamerunischer Fußballspieler.

## Karriere

### Verein
Castelletto begann das Fußballspielen als Kind bei einem Verein aus Brétigny-sur-Orge in der Umgebung der französischen Hauptstadt Paris. Er war 15 Jahre alt, als er 2010 in die Jugendabteilung des Profiklubs AJ Auxerre aufgenommen wurde. Nachdem er zu Beginn des Jahres 2013 in die Reservemannschaft berufen worden war, avancierte er in dem Viertligateam sofort zum Stammspieler. Anfang April desselben Jahres wurde er für die Spielzeit 2013/14 mit einem Profivertrag ausgestattet und erreichte in derselben Woche sein Zweitliga- und damit sein Profidebüt, als er beim 0:0 gegen den Gazélec FC Ajaccio am 5. April von Beginn an auflaufen durfte. Er musste daraufhin mehr als ein halbes Jahr auf seinen nächsten Zweitligaeinsatz warten, wurde dann aber häufiger berücksichtigt. Zu Beginn des Jahres 2014 schaffte er den Durchbruch und war in den meisten Spielen als Teil der Startelf gesetzt, wobei ihm seine Vielseitigkeit in der Abwehr zugutekam und er auf verschiedenen Positionen auflief.
Im Juli 2015 unterschrieb er beim belgischen Erstligisten FC Brügge und wechselte somit erstmals ins Ausland. Es folgten Ausleihen zu Royal Excel Mouscron und Red Star Paris, ehe er im Sommer 2017 fest zu Stade Brest in die zweite französische Liga wechselte. Zur Saison 2019/20 stieg Brest in die erste Liga auf.
Im Mai 2020 unterschrieb Castelletto einen Vertrag zur neuen Saison 2020/21 mit einer Laufzeit von drei Jahren beim Ligakonkurrenten FC Nantes.

### Nationalmannschaft
Kurz nach seinem Wechsel zu Auxerre wurde der Jugendspieler erstmals in die französische U-16-Auswahl berufen und gab beim 3:0 gegen Belgien am 21. September 2010 sein Debüt, wobei er direkt als Kapitän der Mannschaft auflief. Fortan spielte er regelmäßig für das Team, bis er im Sommer 2011 in die U-17 aufrückte. Mit ebenjener Elf nahm er an der EM 2012 teil, schied jedoch bereits nach der Vorrunde aus. Auf eine Berücksichtigung für die U-18 musste er bis Mai 2013 warten und kam nicht über einen Einsatz für diese hinaus. Allerdings erreichte er nach der Sommerpause seine Aufnahme in die U-19, für die er ebenfalls nur sporadisch aufgeboten wurde. Im Oktober 2014 wurde er erstmals in die U-20-Auswahl berufen.
Am 11. November 2017 debütierte Castelletto dann für die Kamerunische A-Nationalmannschaft. Beim WM-Qualifikationsspiel in Sambia (2:2) wurde er in der Halbzeit für Serge Leuko eingewechselt.

## Erfolge
FC Brügge
- Belgischer Meister: 2016

FC Nantes
- Französischer Pokalsieger: 2022